# Greg Plitt
Gregory Plitt (né le 3 novembre 1977 et mort le 17 janvier 2015) est un acteur et mannequin fitness américain.
Il a notamment joué dans Match retour, Terminator Renaissance et Raisons d'État[réf. nécessaire].
Le 17 janvier 2015, il est percuté par un train et meurt sur le coup après avoir trébuché sur les rails alors qu'il essayait de le distancer lors du tournage d'une pub pour une boisson énergisante.